# Mitjans de producció
Els mitjans de producció (Produktionsmittel) són, segons la teoria marxista, la conjunció dels mitjans de treball i el o els subjectes del treball. Concretament això inclou: màquines, eines, la terra, les matèries primeres, les unitats de producció de béns (fàbriques) i en general tot allò que hi ha entre el treball humà en l'acte de transformació de la naturalesa i la naturalesa mateixa.

## Desenvolupament conceptual
El terme és inventat per Karl Marx qui explícitament el diferencia del capital. Per Marx, els mitjans de producció són els instruments i materials de treball independentment del mode de producció i de l'apropiació del guany. Només es converteix en capital dintre de les relacions socials particulars: quan aquests participen en el procés d'explotació en pro de la plusvàlua (per tant, quan serveixen, com a mitjans d'explotació del treballador). Dintre dels mitjans de producció existeix la següent distinció:
Mitjans de producció directes: Intervenen directament en el procés productiu, sent la producció el resultat obtingut del conjunt de:
- Els operaris.
- El material.
- La maquinària.

Mitjans auxiliars de producció: No intervenen directament en el procés productiu, però sense ells el procés no es pot dur a terme. Els més importants són els següents:
- Serveis generals
- Oficines
- Tallers
- Magatzems

Segons Marx la propietat dels mitjans de producció determina la posició dominant de la burgesia en el model de producció capitalista. La dictadura del proletariat es definiria per l'expropiació d'aquests mitjans de producció, que passarien a ser propietat col·lectiva del proletariat que d'aquesta manera assoliria l'emancipació. Segons diferents modalitats del socialisme, en l'etapa socialista els mitjans de producció seran gestionats per l'Estat (com per exemple, a l'antiga URSS) o mitjançant l'autogestió dels propis treballadors.
Sota el capitalisme, els mitjans de producció són propietat privada capitalista, és a dir, un mitjà per explotar el treball assalariat. Els treballadors estan mancats de mitjans i es veuen obligats a vendre la seva força de treball i crear per la burgesia la plusvàlua.

## Mitjans de producció i desindustrialització
El procés de desindustrialització de l'economia es va convertir en un obstacle per l'aprofundiment conceptual dels mecanismes d'explotació capitalista, les estructures es traslladaren a l'espectre del capitalisme financer i va empitjorar la desintegració de les estructures productives clàssiques. Des del marxisme contemporani es diu que "avui, més que mai, els mitjans de producció estan en mans del gran capitalista però amb la diferència que no deixen petjades de la seva apropiació".
D'altra banda, amb el procés de desindustrialització es consolida el monopoli de les economies centrals per sobre les economies perifèriques, no tenint la capacitat de construir les seves pròpies pesqueres, maquinària per l'agricultura, la indústria mitjana, etc. És a dir, elements bàsics per al desenvolupament econòmic depenen de la importació a països avançats. Per això, dintre de la dispersió de classe produïda per les transformacions de la fi de la modernitat, es pot trobar a obrers, professionals i capitalistes mitjans en condicions d'una similar precarietat enfront del gran capital financer i del monopoli.